# Phyllonorycter albimacula
Phyllonorycter albimacula is een vlinder uit de familie van de mineermotten (Gracillariidae). De wetenschappelijke naam van de soort werd voor het eerst geldig gepubliceerd in 1897 door Walsingham. Het is bekend van Saint Thomas, Amerikaanse Maagdeneilanden.